# سیارک ۱۲۳۵۰
سیارک ۱۲۳۵۰ (به انگلیسی: 12350 Feuchtwanger، نامگذاری:1993HA6) دوازده هزار و سیصد و پنجاهمین سیارک کشف شده‌است که در ۲۳ آوریل ۱۹۹۳ کشف شد.
قدر مطلق سیارک برابر ۱۳٫۶۰ است.